# Grammy Award alla miglior interpretazione hard rock/metal
Il Grammy alla miglior interpretazione hard rock/metal è stato premio Grammy istituito nel 2012, per premiare le migliori canzoni del genere hard rock e heavy metal, e quelle che in parte lo incorporano.
È stato utilizzato solamente nelle edizioni 2012 e 2013.

## Vincitori
Grammy Awards 2012
- Foo Fighters con White Limo
  - Dream Theater con On the Backs of Angels
  - Mastodon con Curl of the Burl
  - Megadeth con Public Enemy No. 1
  - Sum 41 con Blood in My Eyes

Grammy Awards 2013
- Halestorm con Love Bites (So Do I)
  - Anthrax con I'm Alive
  - Iron Maiden con Blood Brothers (live)
  - Lamb of God con Ghost Walking
  - Marilyn Manson con No Reflection
  - Megadeth con Whose Life (Is It Anyways?)